# هربرت كروفورد
هربرت كروفورد (بالإنجليزية: Herbert Crawford)‏ هو سياسي كندي، ولد في 10 مارس 1878، وتوفي في 1946. حزبياً، نشط في الرابطة التقدمية المحافظة في ألبرتا ‏. وقد انتخب عضو الجمعية التشريعية ألبرتا.